# Panneau de signalisation directionnelle de position en France

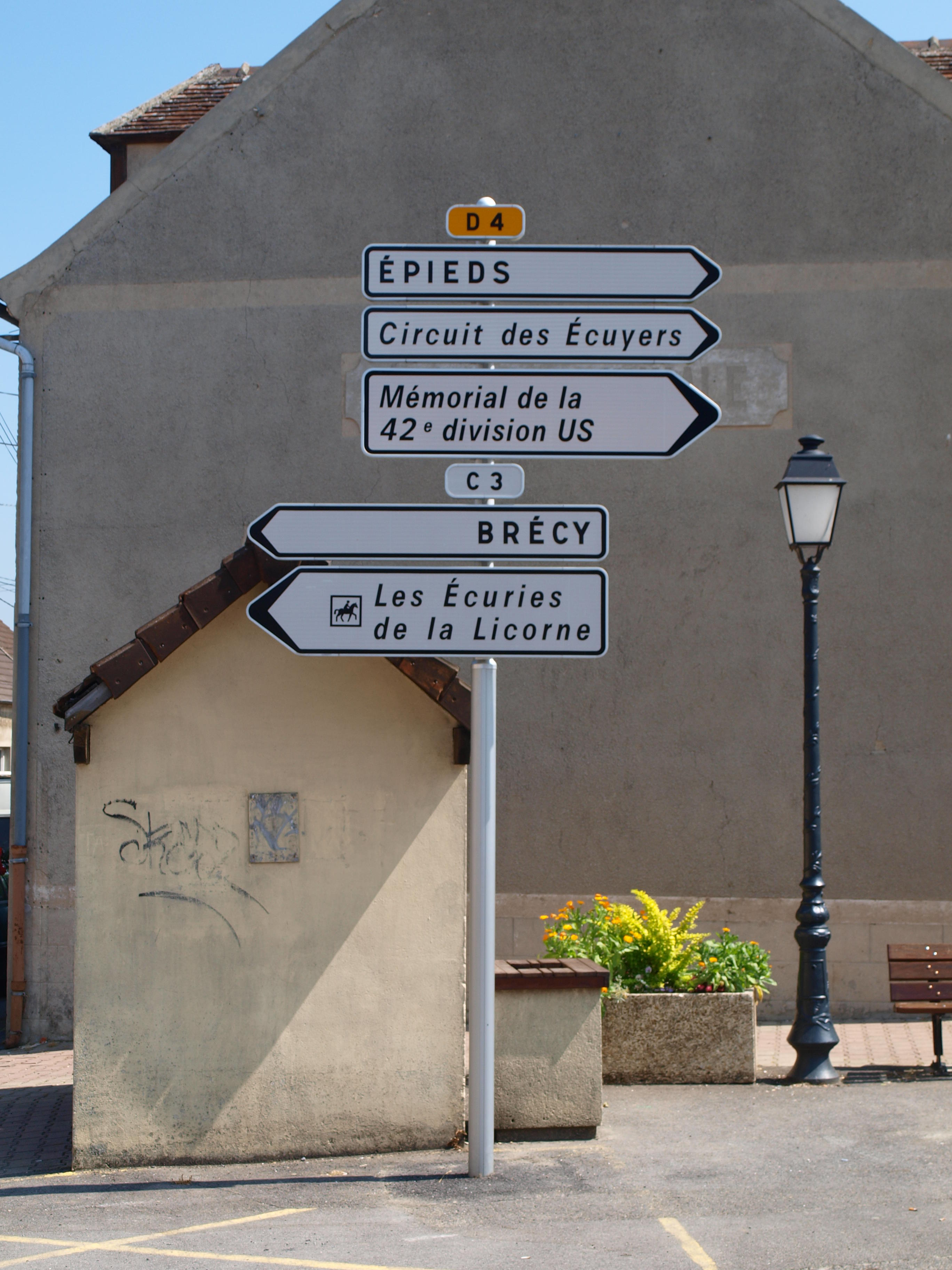
Panneaux de direction D21b.

En signalisation de direction, le panneau de position indique les pôles desservis dans la direction considérée. Il est implanté de telle sorte que l’usager effectue sa manœuvre avant ce panneau.
Les panneaux directionnels de position sont actuellement codifiés en France D20. Ils sont de forme rectangulaire, terminés par une pointe de flèche. Ils comportent les mentions desservies.

## Histoire
Les panneaux directionnels de position avec une extrémité en forme de pointe de flèche apparaissent pour la première fois en France sous l’occupation allemande, mais ils n’entrent dans la réglementation qu’avec l’instruction du 1er août 1946. Le panneau est alors codifié E1. Il est à fond crème. Les lettres, les chiffres et le listel sont bleu foncé. Il est surmonté du cartouche indiquant le numéro de la voie qui fait partie intégrante du panneau.
Le protocole international de 1952 signé à Genève prévoyait que « les signaux indiquant les directions à suivre pour atteindre une localité ont la forme d’un rectangle terminé par une pointe de flèche, le grand côté du rectangle étant placé horizontalement ». Cela n’empêcha pas l’expérimentation en France ponctuellement en 1957 de panneaux de position avec la flèche… vers le haut ! Mais l’expérience tourna court.
Avec la circulaire du 30 avril 1955 apparaît un nouveau panneau à flèche nommé D6a pour « les cas où il paraît opportun de mentionner le numéro de la ou des routes desservant une ou plusieurs localités signalées ».
La Commission Permanente de Signalisation, créée le 4 février 1948,  précise le 12 juin 1958 que « les signes diacritiques (accents, trémas, cédilles) doivent toujours être figurés, même sur les lettres capitales ». Il n’empêche qu’aujourd’hui encore de nombreux panneaux directionnels présentent cette faute récurrente sur l’absence de signes diacritiques.
L’instruction interministérielle du 22 octobre 1963 va être la base de toute la signalisation jusqu’à celle de 1982.
Avec l’arrêté du 24 novembre 1967, les panneaux de signalisation de direction sont codifiés D. Le panneau de position est codifié D1 à D4, selon l’orientation de la flèche et la taille des caractères. Le fond est crème, les lettres, les chiffres et le listel sont bleu foncé. Il existe également le panneau D4 bis qui indique « la direction de lieux d’importance minime ».
Enfin avec l’instruction du 22 mars 1982, trois panneaux à flèches seulement subsistent : D21a, D21b et D29. Leur composition, leur taille, la couleur du fond et des caractères peuvent par contre varier selon des règles bien précises. Le cartouche est séparé du panneau.

Panneau E1 de position - 1946
Panneau E1bis de position - 1946
Panneau E1ter de position - 1946
Flèche de direction complémentaire E3 - 1946
Panneau E4 de jalonnement - 1946
Panneau de jalonnement avec indication de la route D6a - 1955

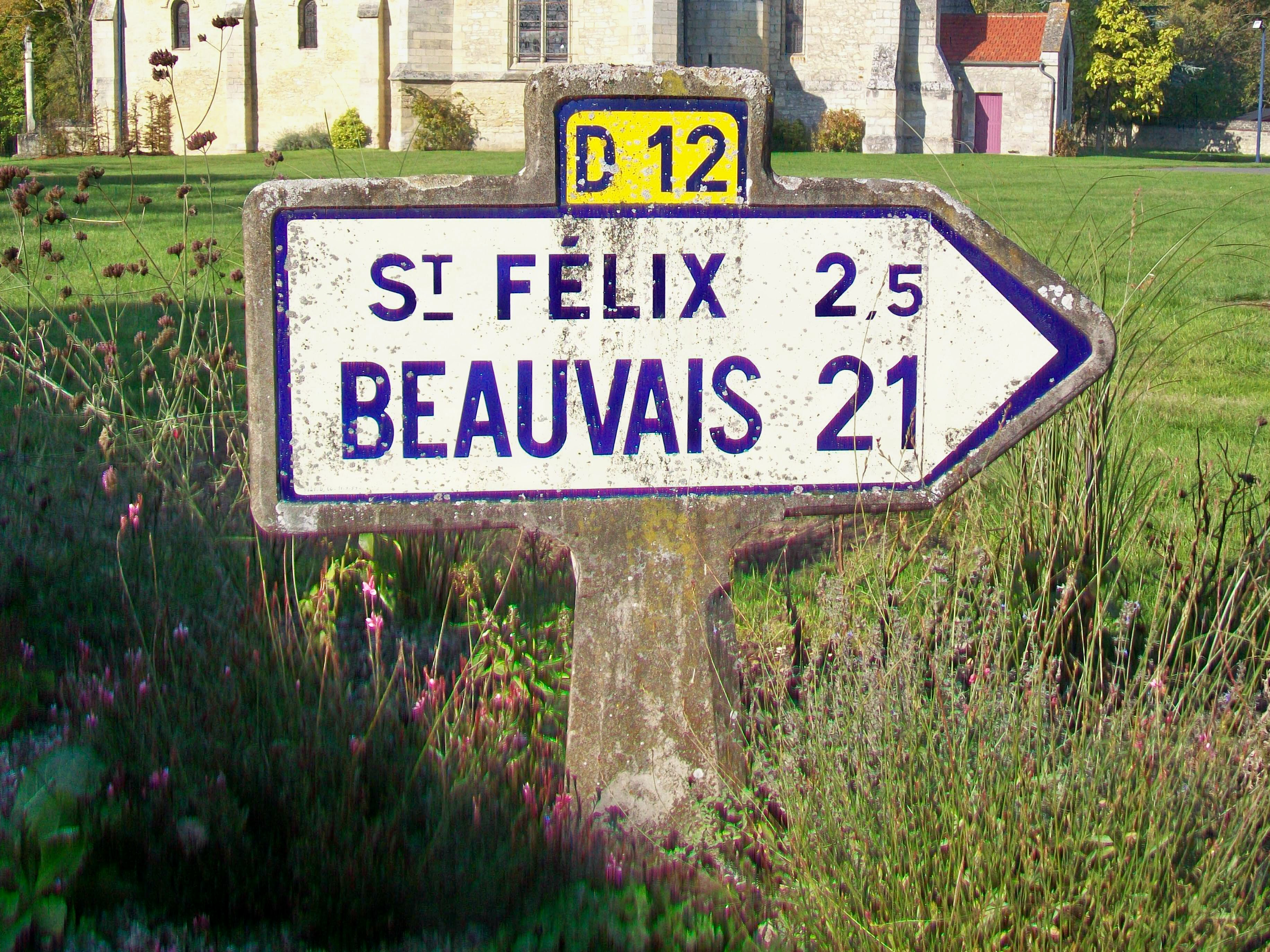
Panneau E1
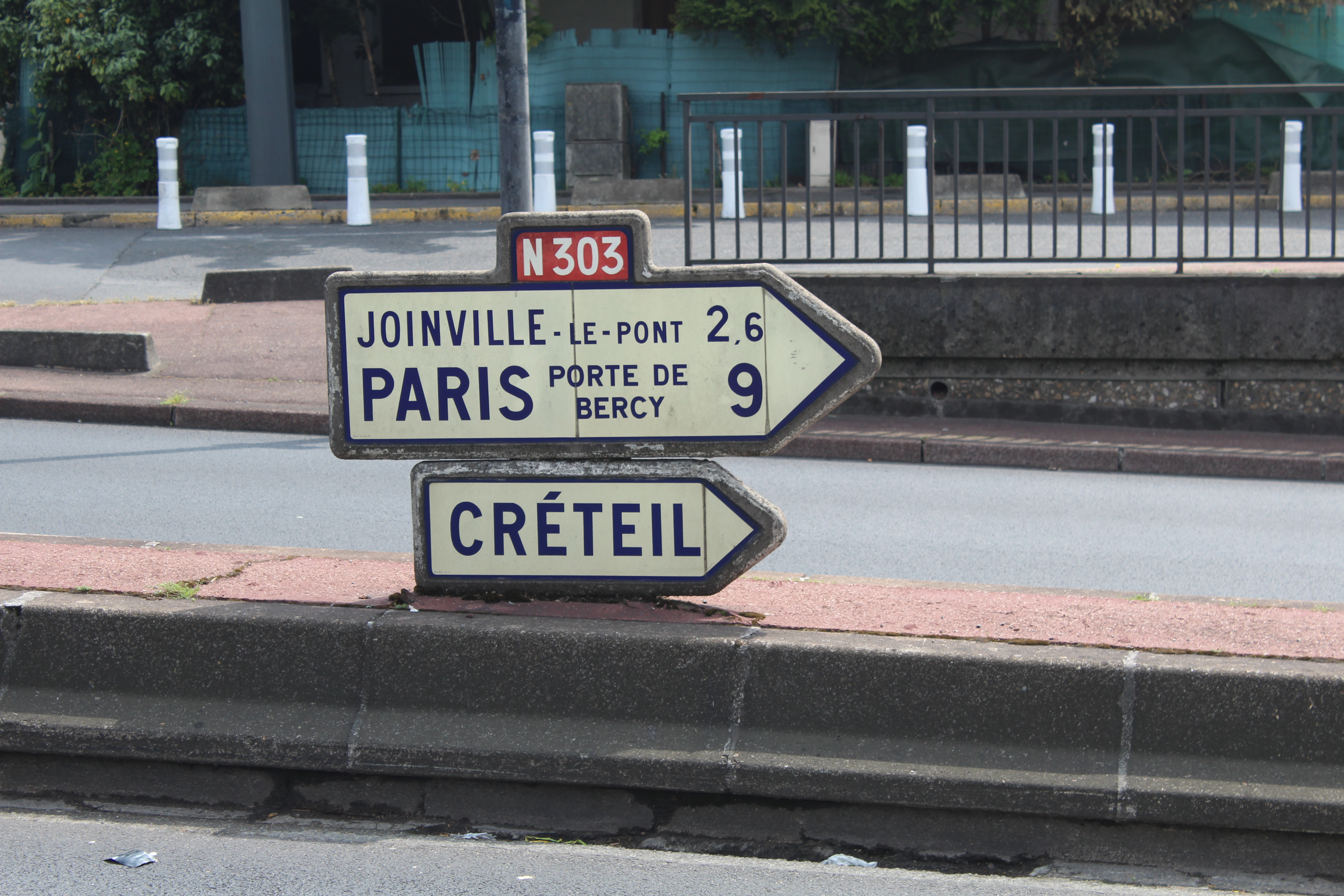
Panneau E3 sous un E1
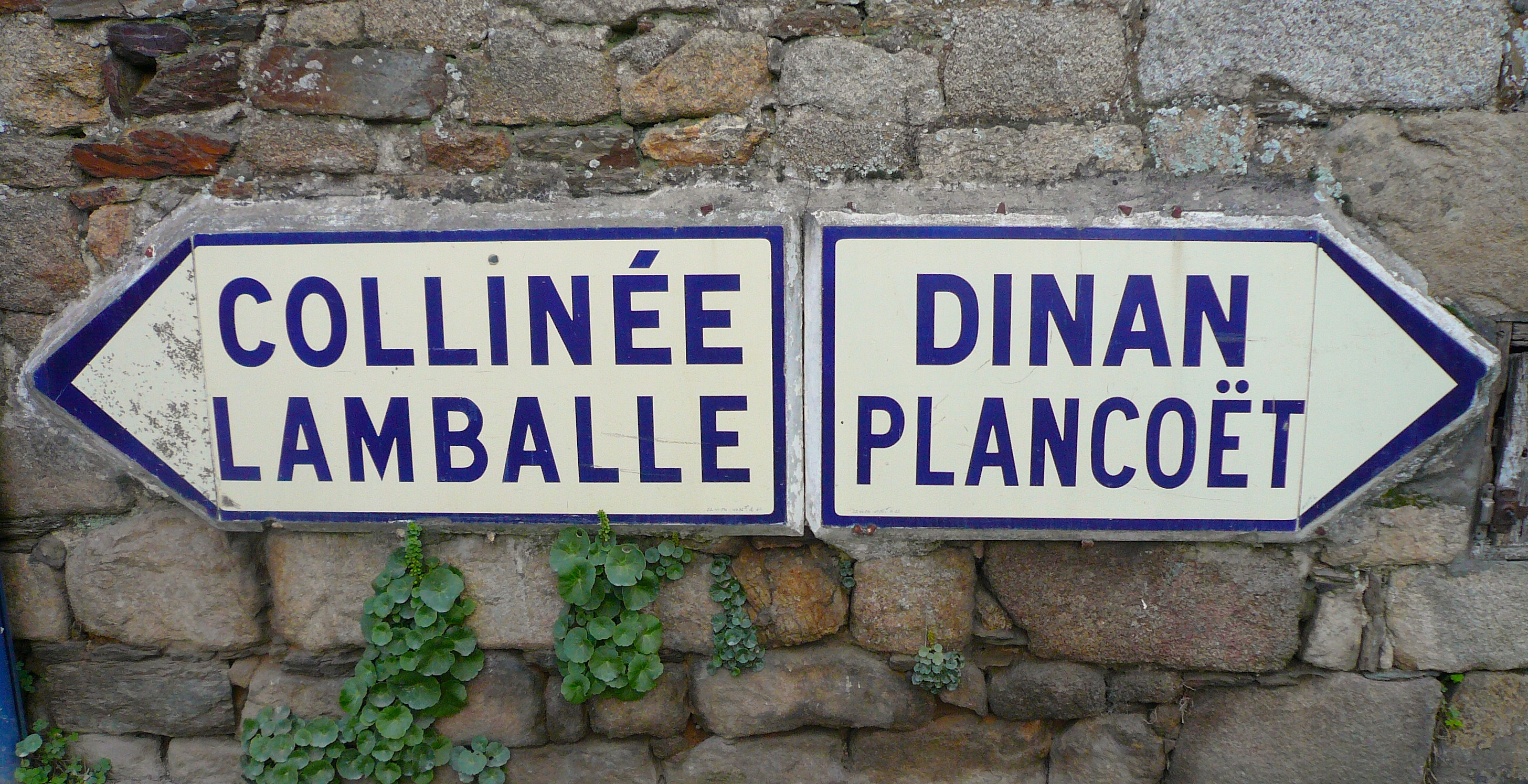
Deux panneaux D4 sur un mur.

## Implantation
Ils sont implantés de façon :
- à indiquer sans ambiguïté la direction à emprunter ;
- à ce qu’une flèche relative à une direction donnée soit visible et lisible en priorité par les usagers concernés par la liaison que l’on a voulu signaler ;
- à ce que l’usager puisse effectuer aisément sa manœuvre avant le panneau.

## Panneau D21 en forme de flèche
Ils sont terminés par une pointe de flèche. On distingue :
- le panneau D21a avec une indication de kilométrage ;
- le panneau D21b sans une indication de kilométrage.

Ils sont surmontés d’un cartouche indiquant le numéro et la nature de la voie sur laquelle il est implanté (de type E42, E43 ou E44). Lorsque des mentions de directions empruntant des routes différentes sont mises en place sur le même mât de signalisation, deux cartouches différents sont utilisés, un pour chaque route (voir photo).
Le cas échéant, ils sont surmontés d’un ou plusieurs cartouches européens E41.
Ils peuvent être à fond bleu, vert, blanc ou jaune.
Un panneau D21a et un panneau D21b ne doivent pas être utilisés sur un même ensemble.

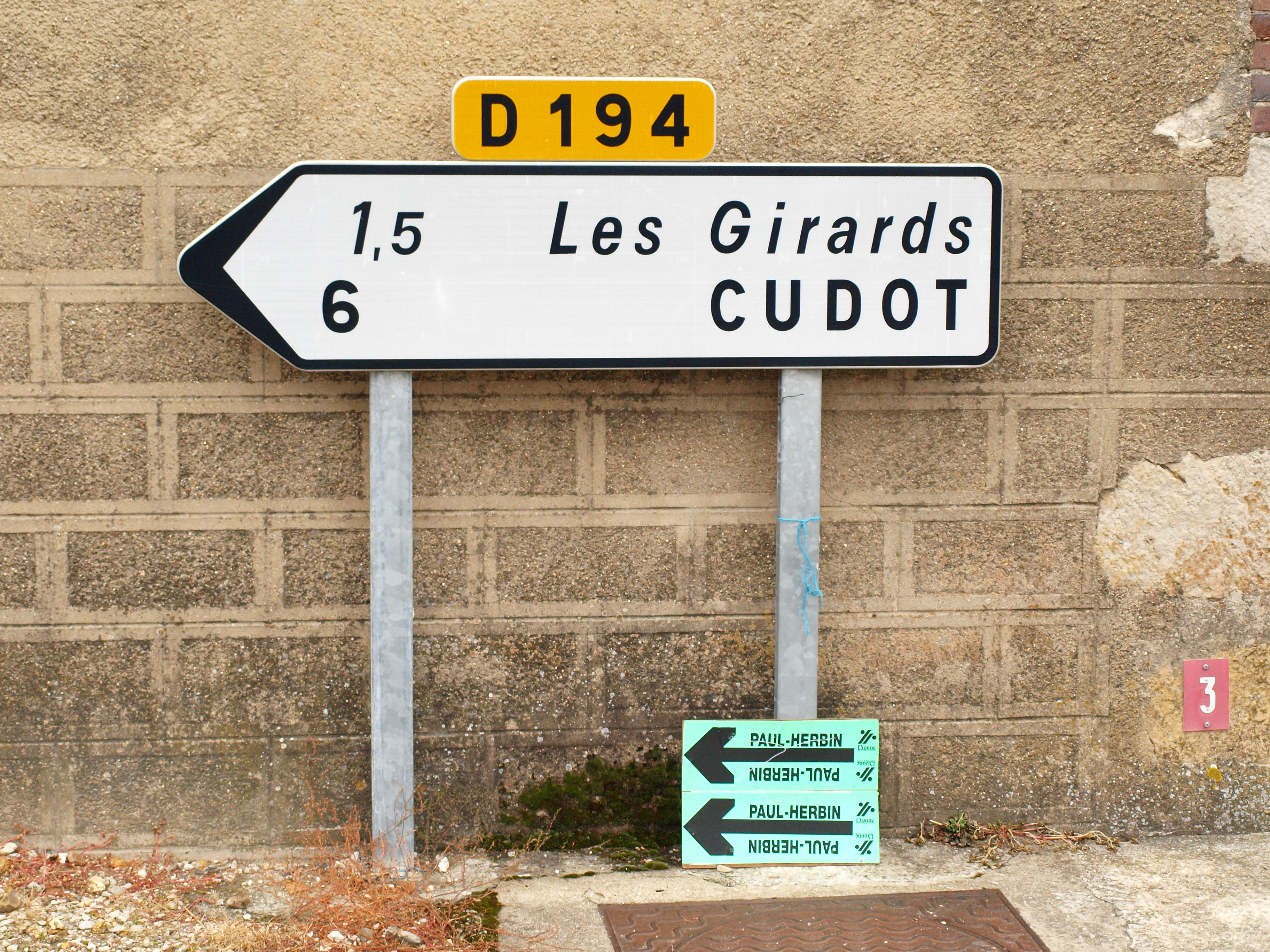
Un panneau D21a surmonté d'un cartouche E43.
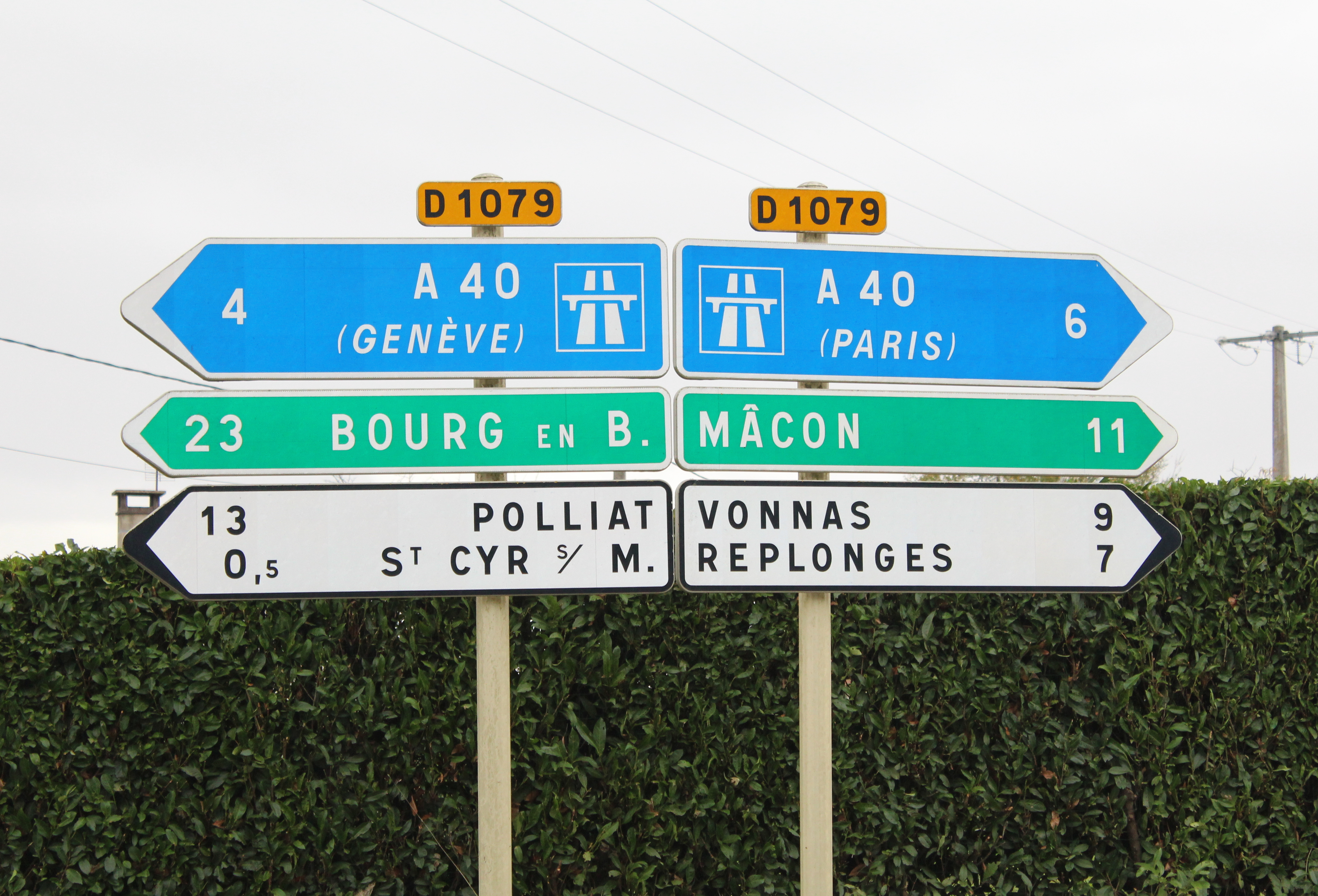
Panneaux D21a bleus, verts et blancs surmontés de cartouches E43.
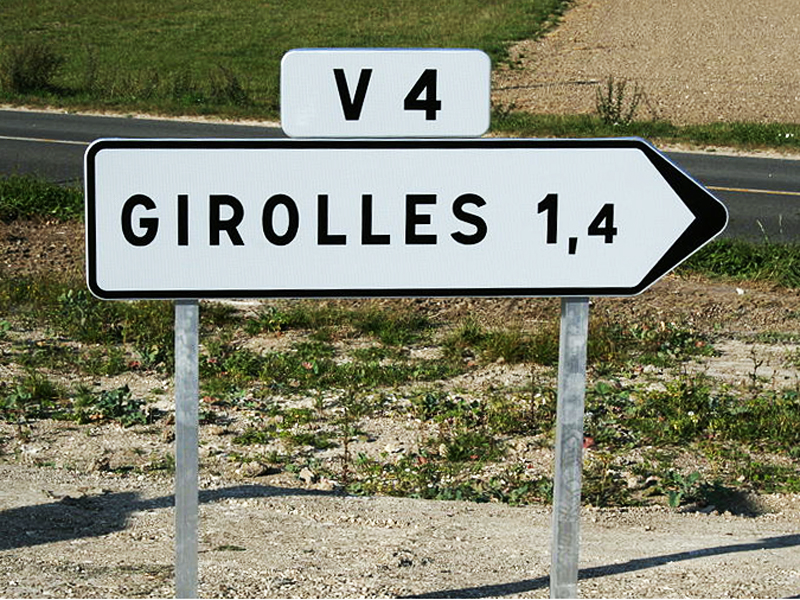
Un panneau D21a surmonté d'un cartouche E44.
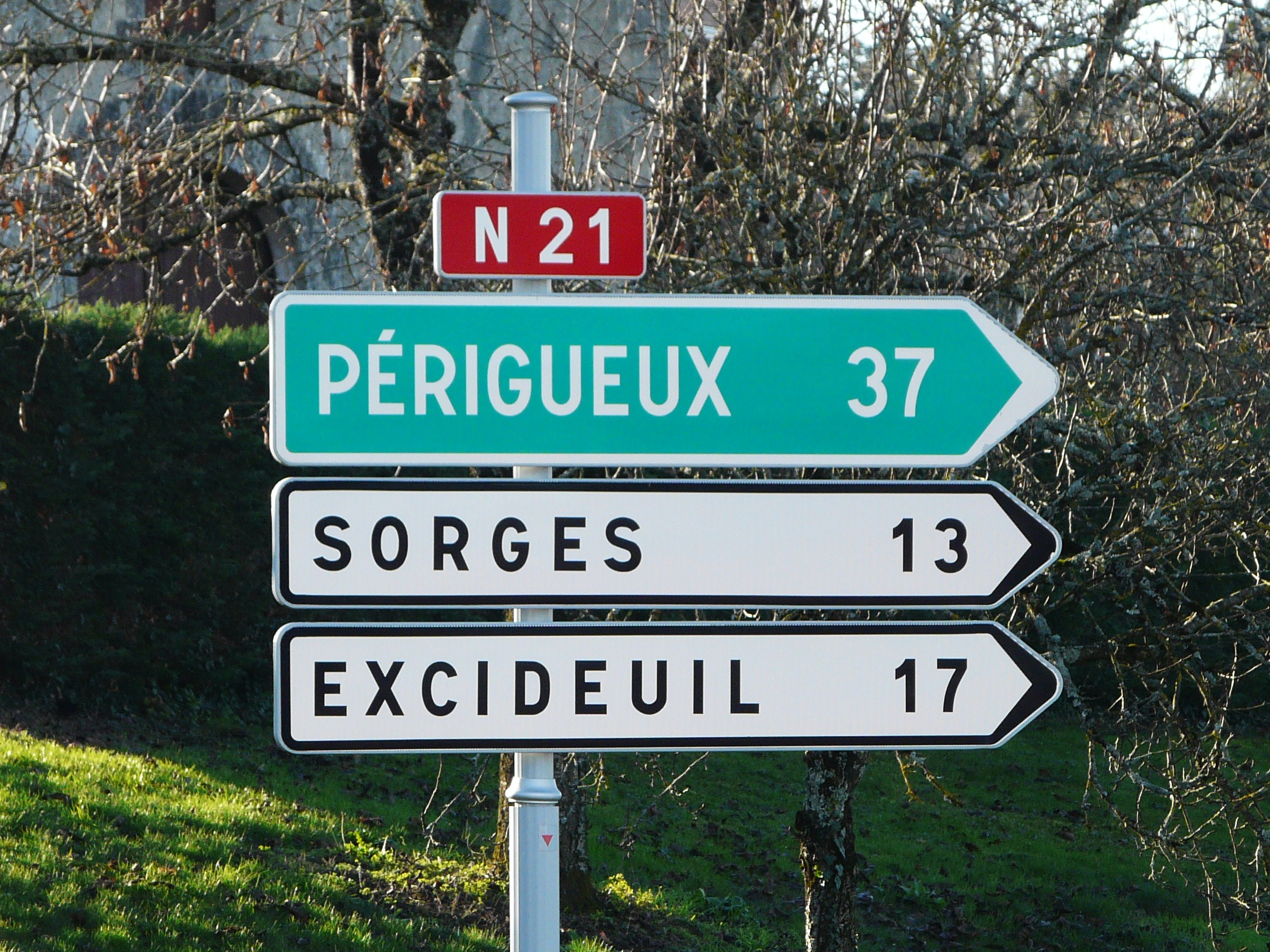
Trois panneaux D21a surmonté d'un cartouche E42.
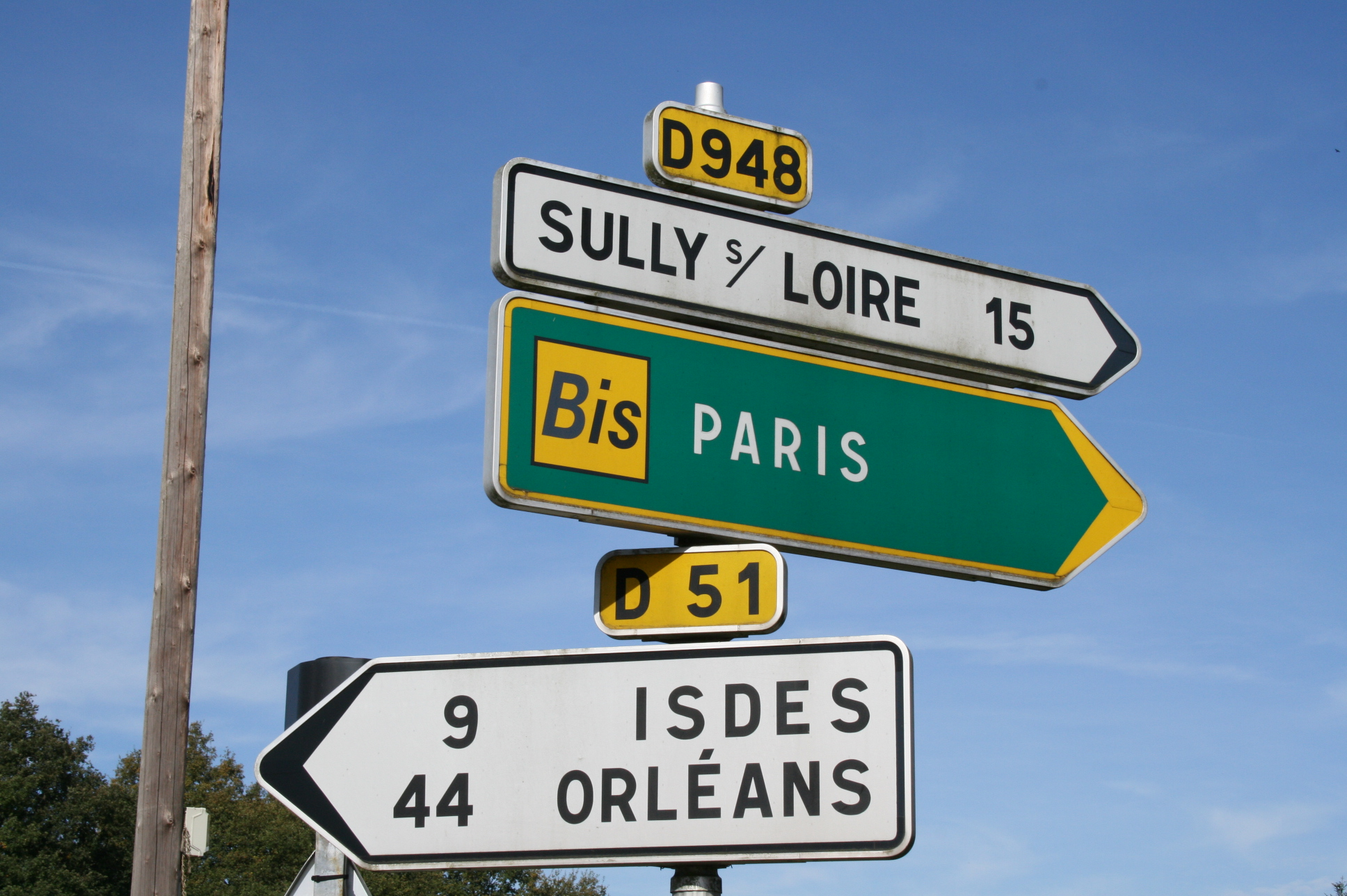
Deux panneaux D21a et un ancien panneau d'itinéraire bis.
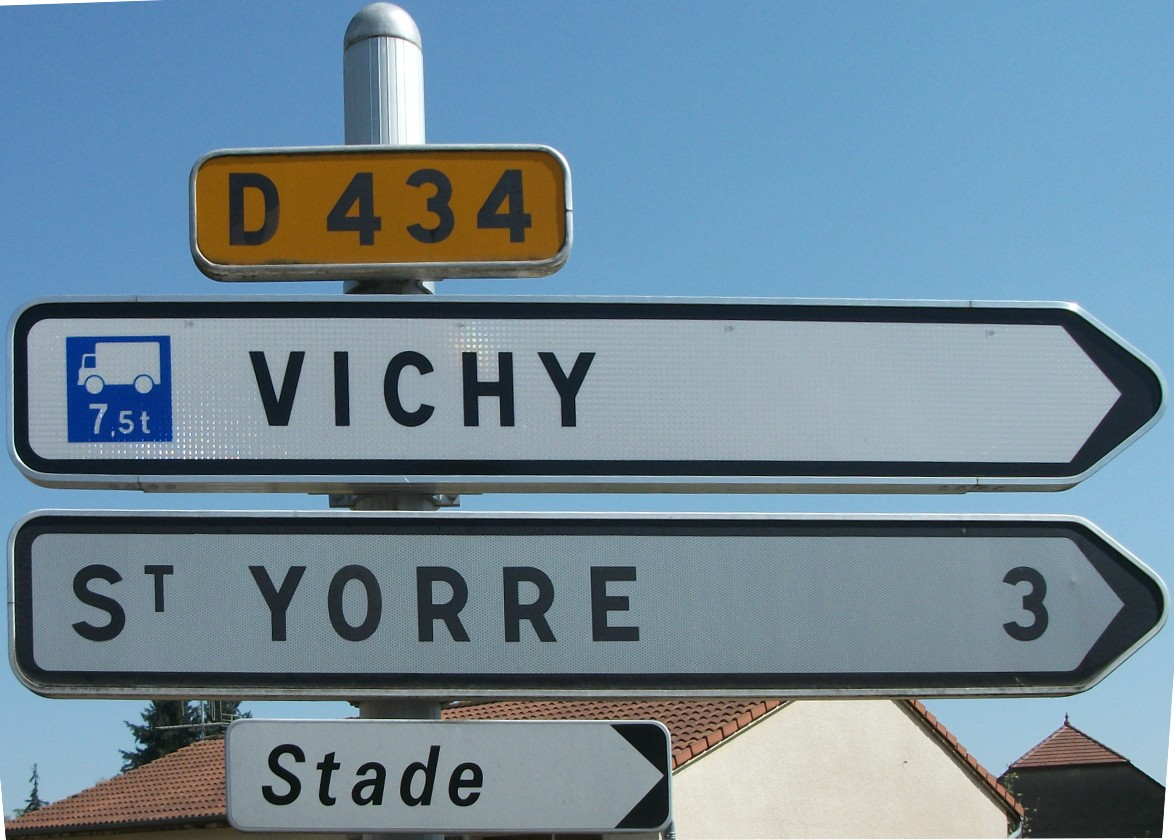
Panneaux D21b, D21a avec idéogramme SC1b, et D29b, sur un même poteau.

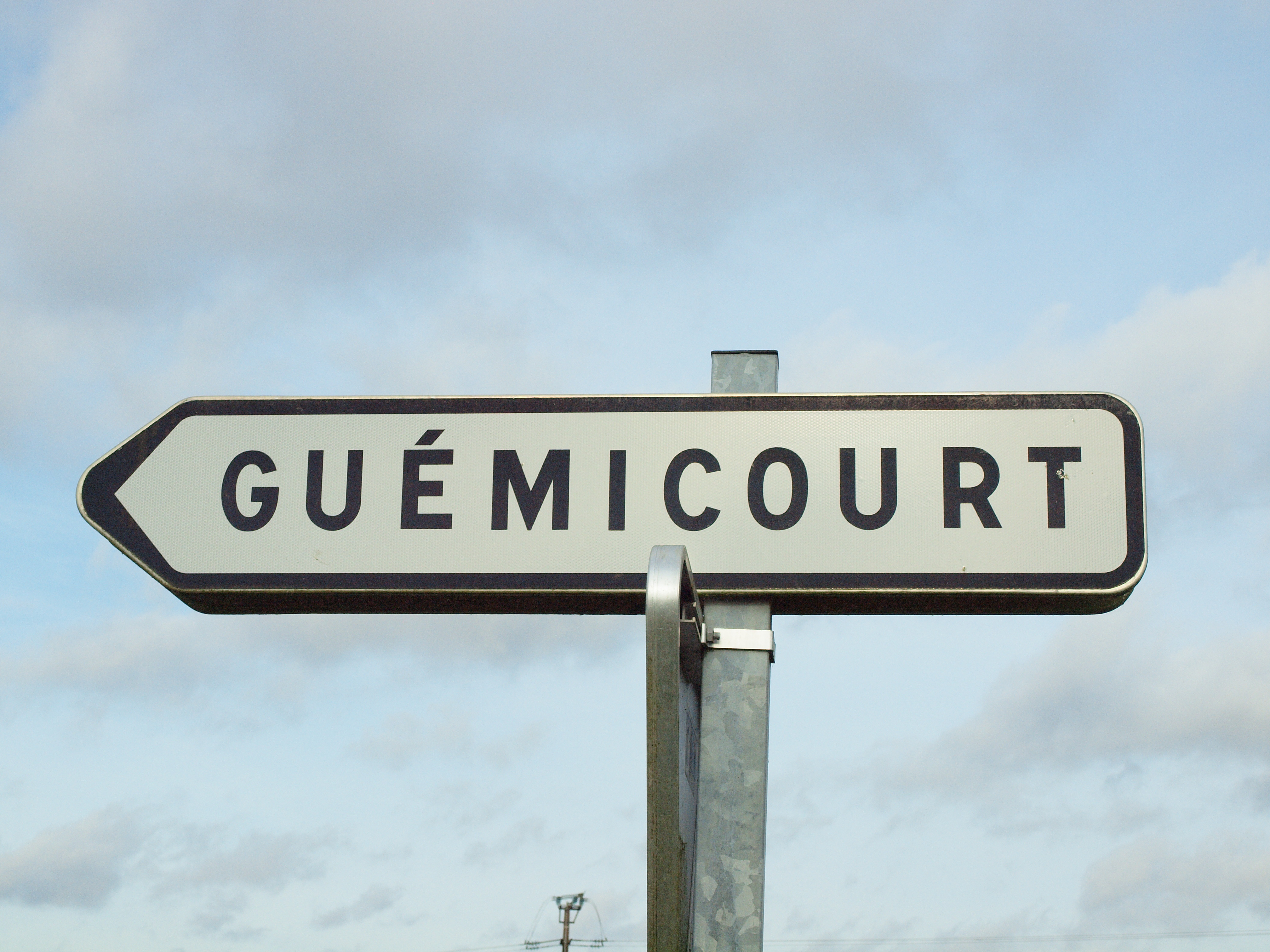
Panneau D21b seul.
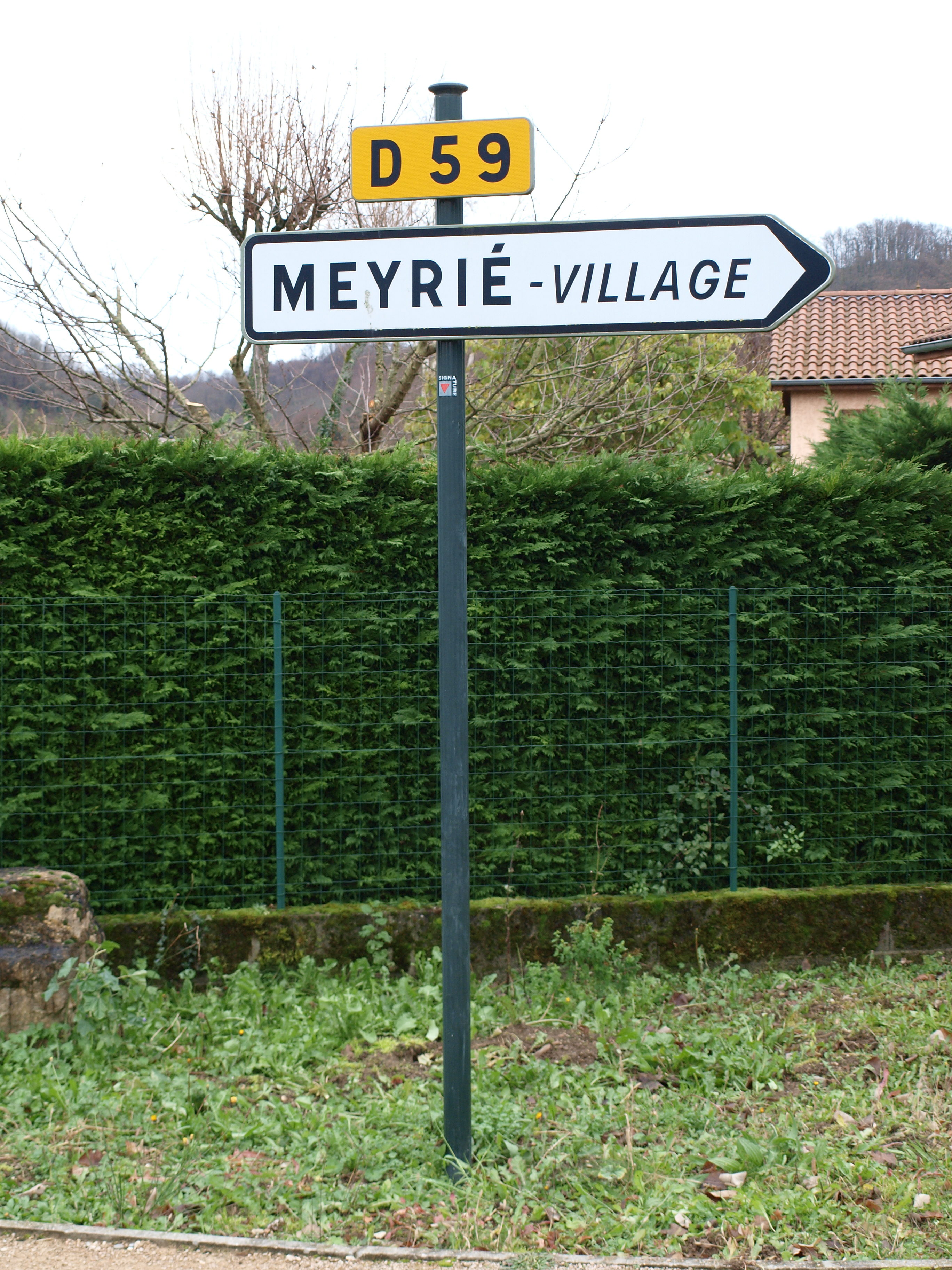
Panneau D21b surmonté d'un cartouche E43.
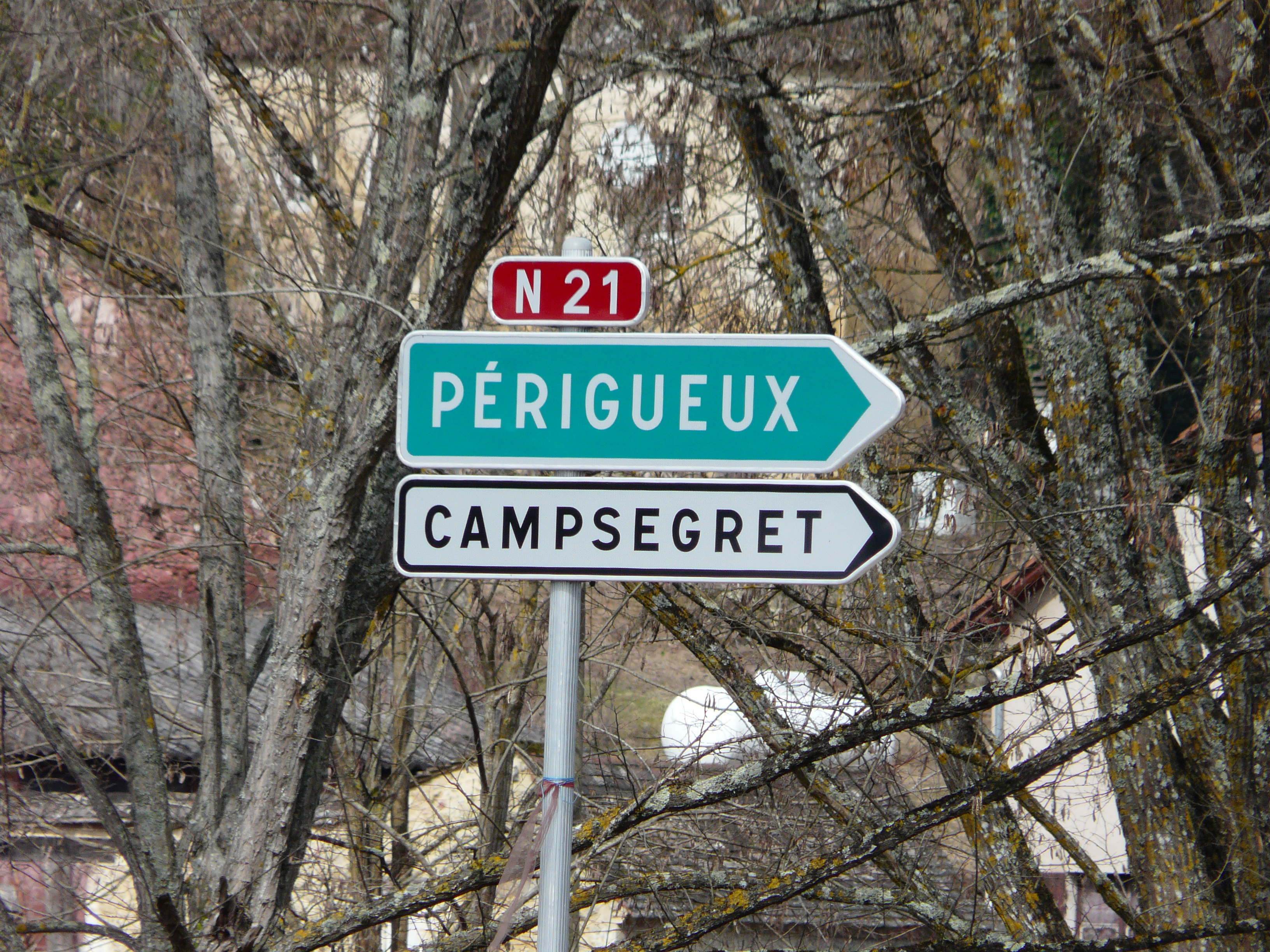
Un panneau D21b vert et un blanc, surmontés d'un cartouche E42.
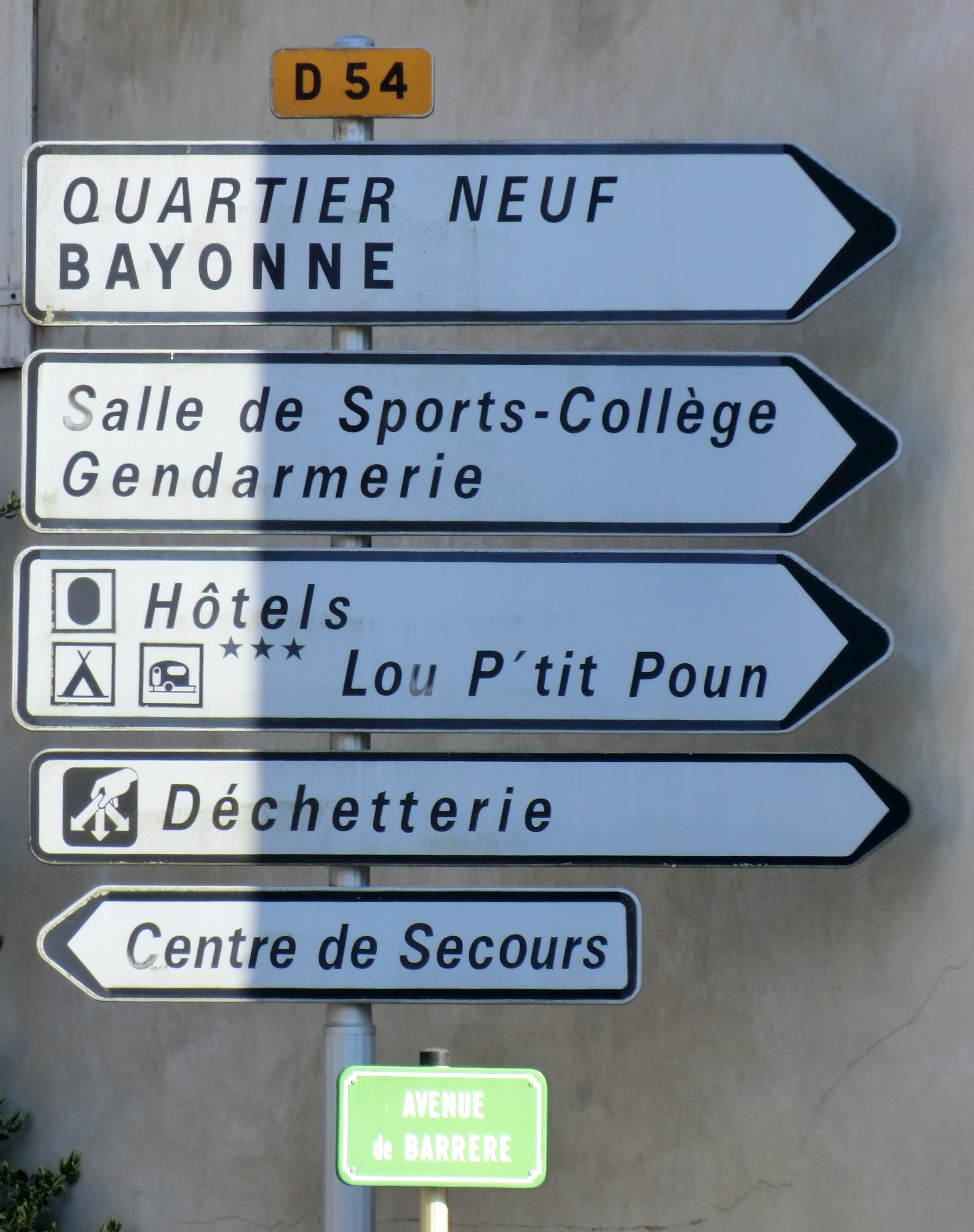
Cinq panneaux D21b avec trois idéogrammes réglementaires (ID8, ID9, ID24), et deux non.

## Panneau D29 avec pointe de flèche dessinée
Ils comportent ou non des indications de kilométrage.
Ils sont utilisés pour signaler les fermes, hameaux, lieux-dits isolés, aux carrefours où il n’existe pas de panneaux D21a ou D21b. Ils sont à fond blanc et ne comportent pas de listel. La pointe de flèche dessinée est de couleur noire.
On distingue les panneaux D29a (comportant une indication de distance) et D29b (n’en comportant pas).

Panneaux D29a
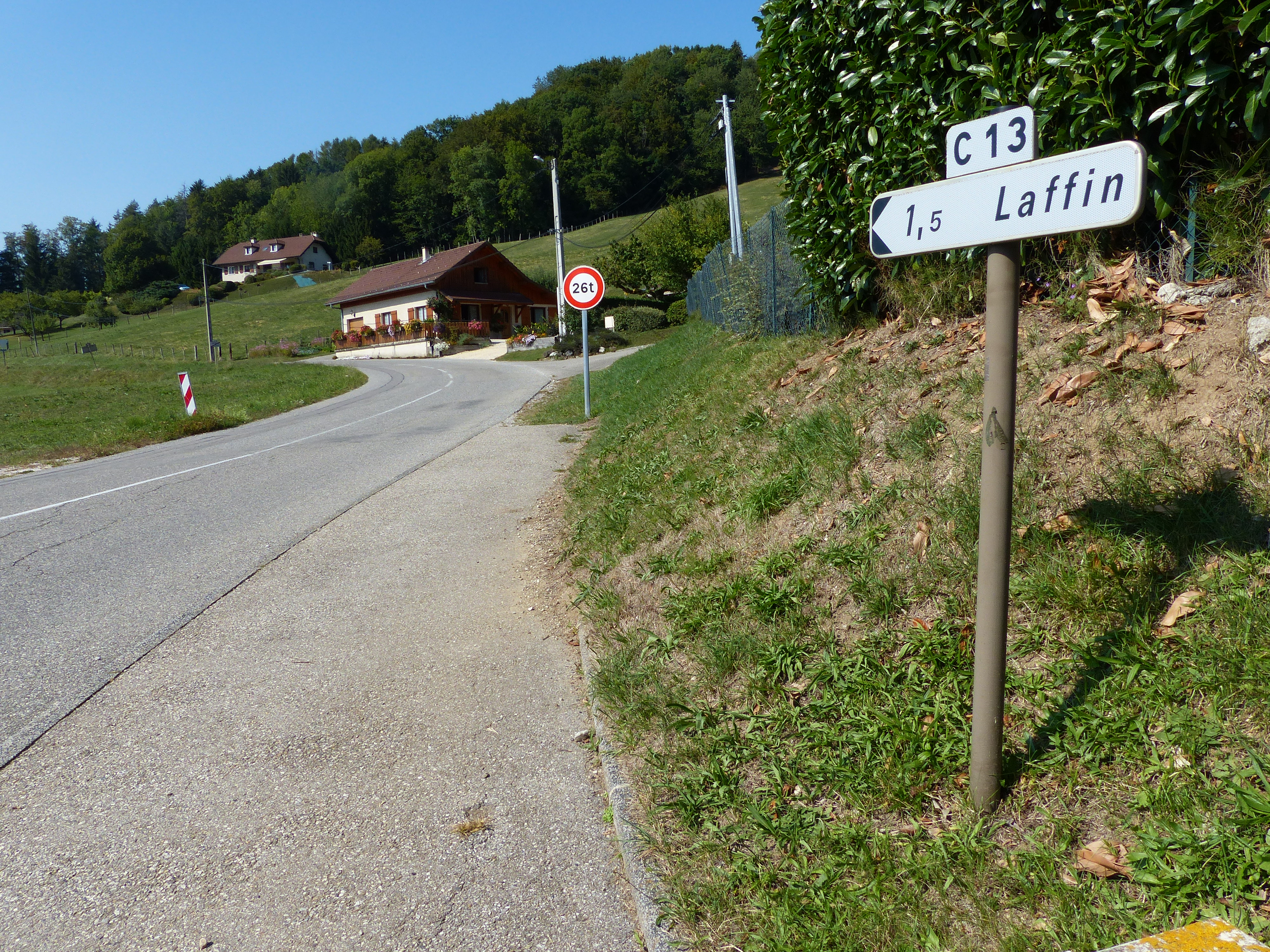
Panneau D29a avec une destinations, surmonté d'un cartouche E44.
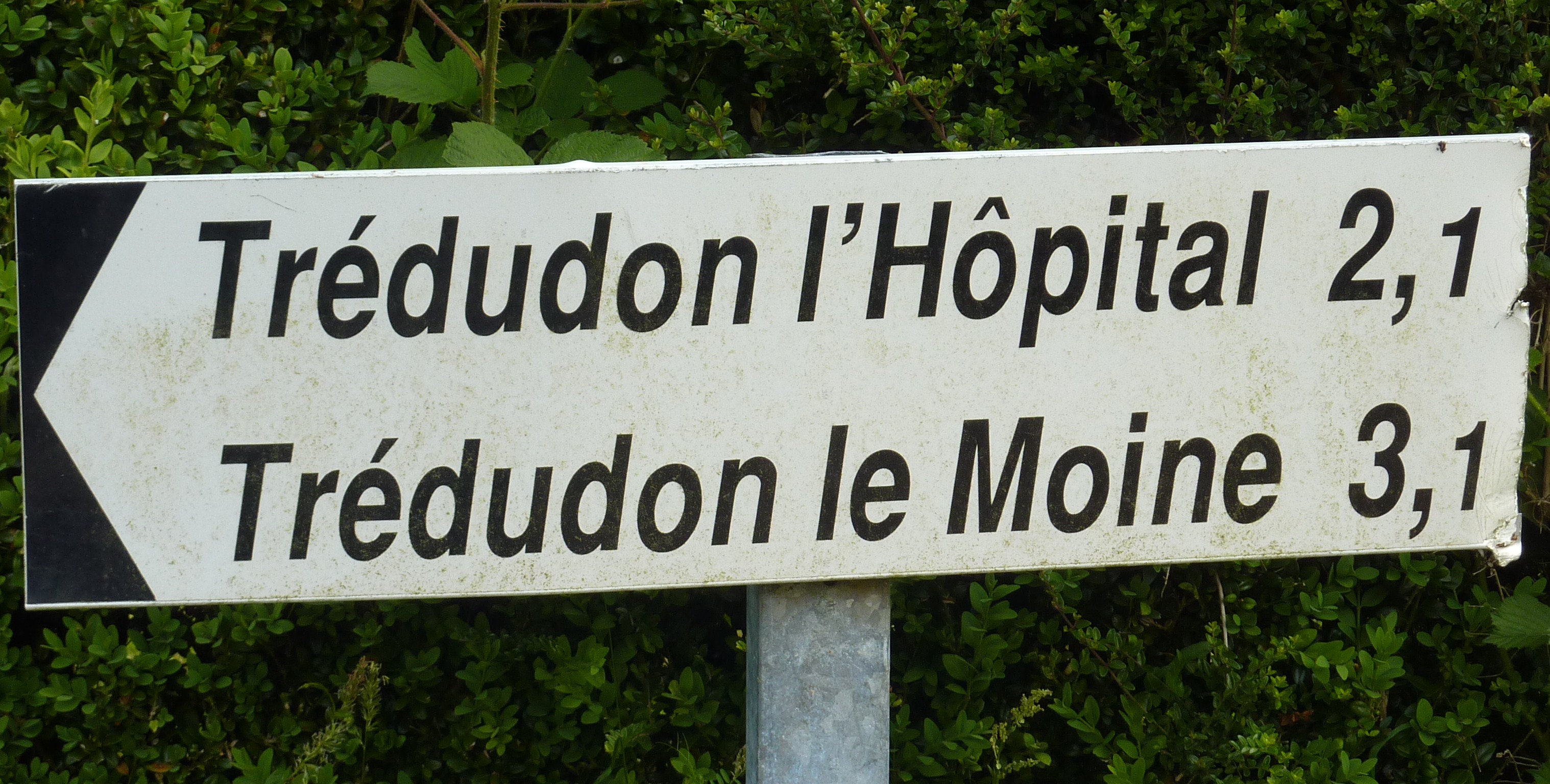
Panneau D29a avec deux destinations.

Panneaux D29b
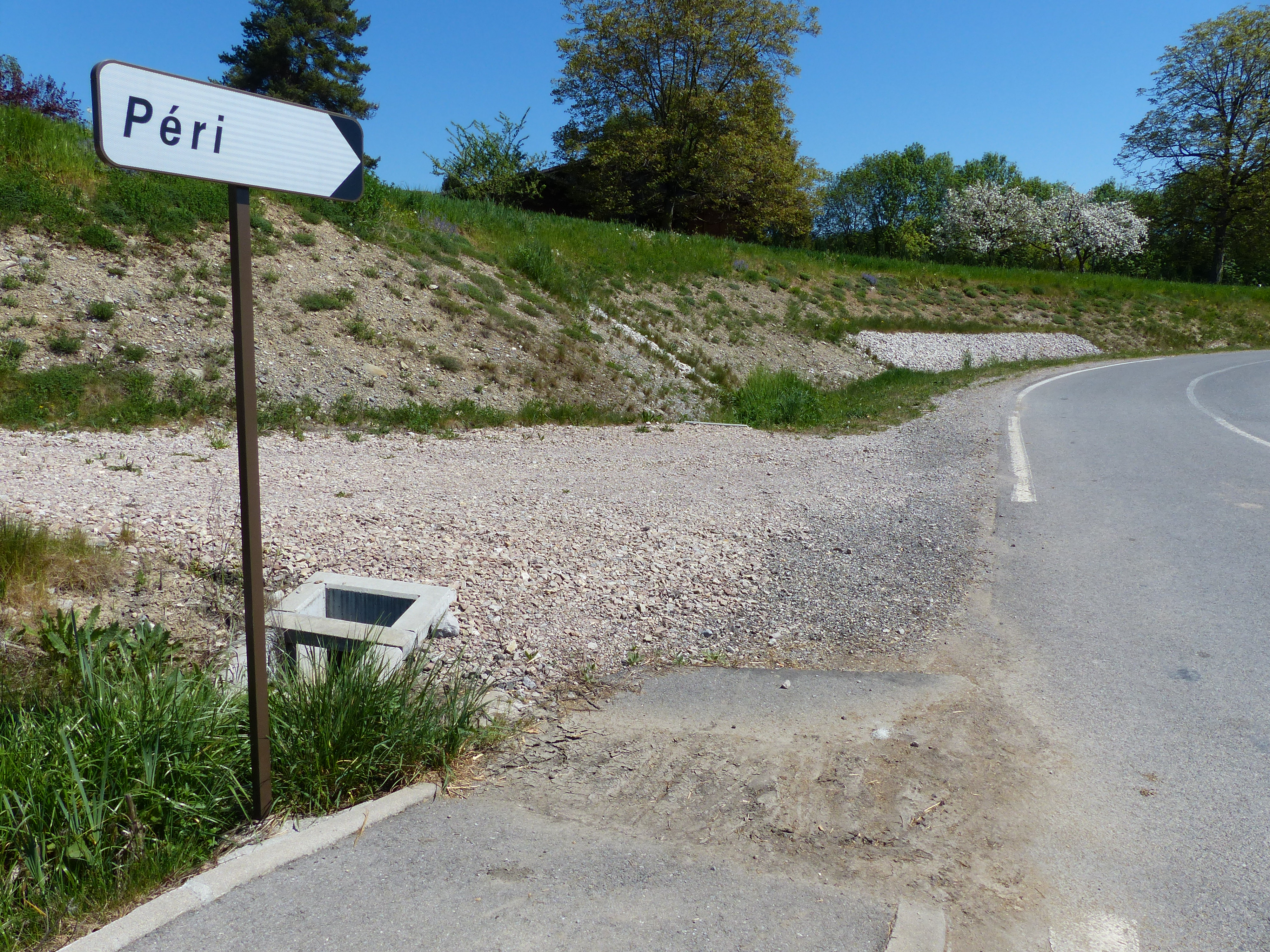
Panneau D29b seul.
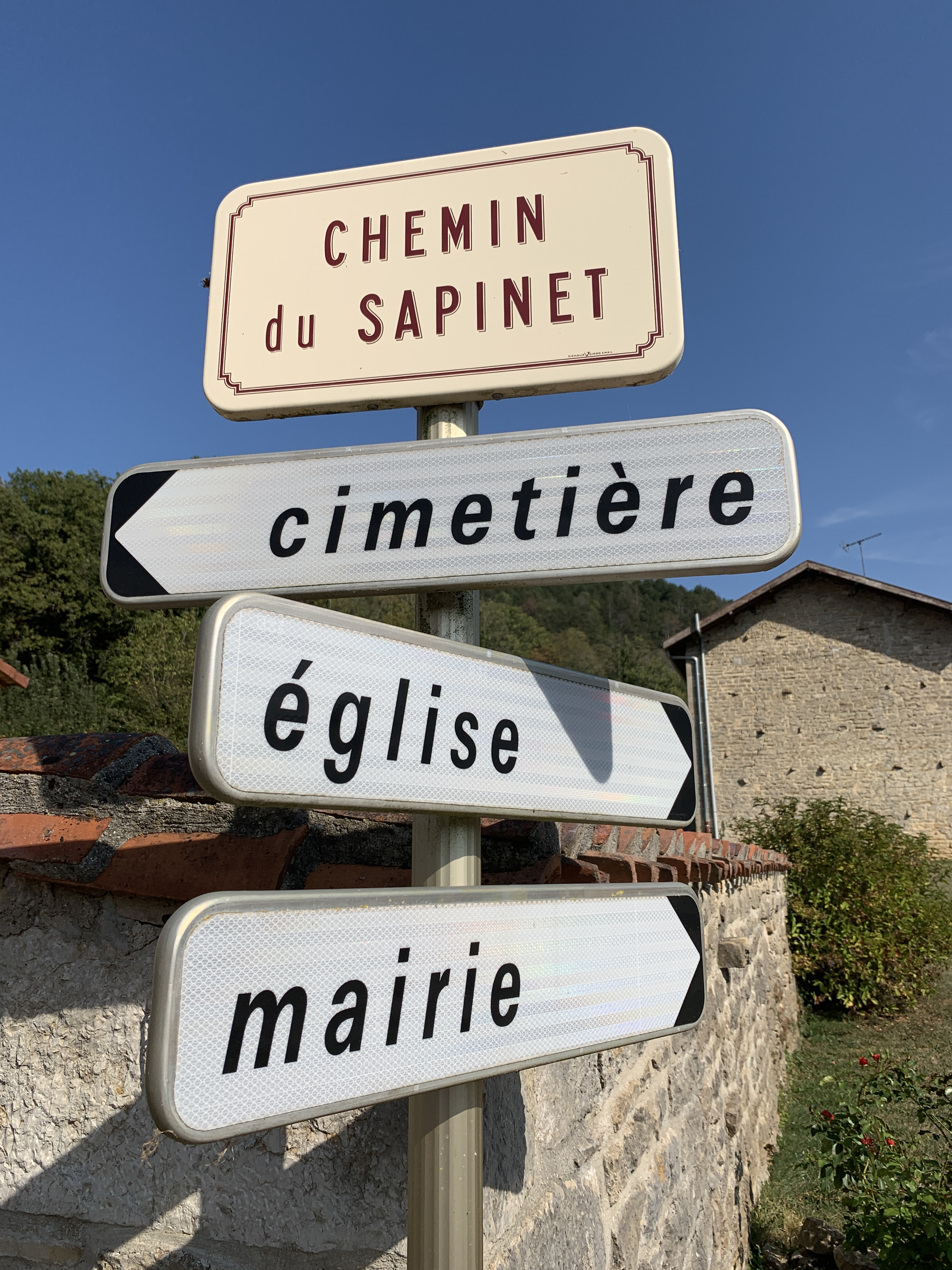
Trois panneaux D29b sous une plaque de rue E60.
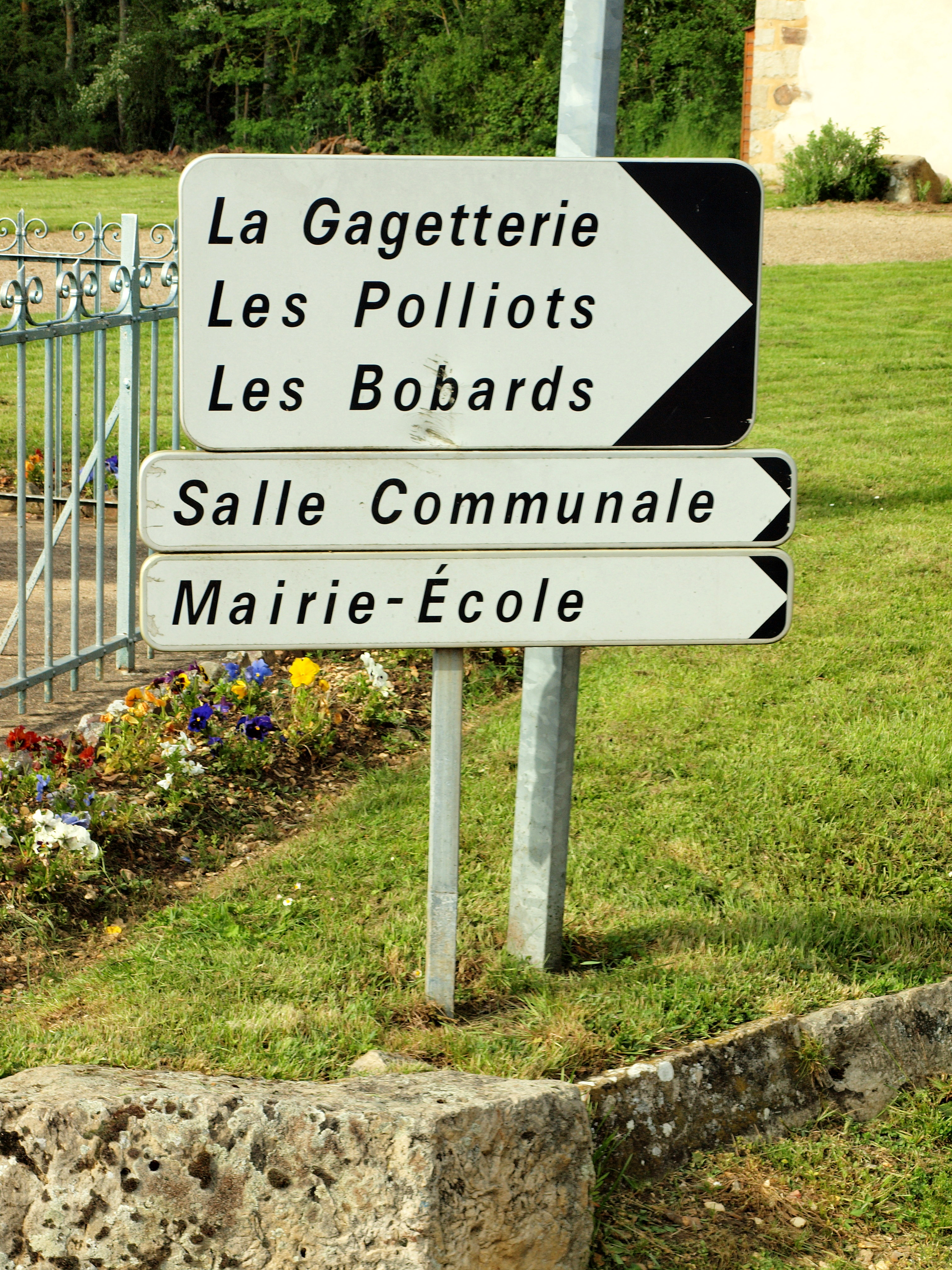
Un panneau D29b avec trois destinations, et deux panneaux D29b avec une destination.